# Amaiur
Amaiur è stata una coalizione politica spagnola, rappresentante la sinistra basca, fondata nel settembre 2011. Ad essa hanno aderito:
- Eusko Alkartasuna;
- Aralar;
- Alternatiba.

Il nome della coalizione viene da quello di una località della Navarra che è stata una delle ultime roccaforti durante la conquista spagnola della Navarra.
Alle elezioni generali del 2011, presentandosi sia nei Paesi Baschi che in Navarra, è riuscita a far eleggere 7 deputati e 3 senatori.
Nel 2012 i partiti della coalizione hanno dato vita ad un nuovo raggruppamento, Euskal Herria Bildu, presentato alle elezioni parlamentari nei Paesi Baschi del 2012.